# 王炜钰
王炜钰（1924年10月5日—2021年4月12日），女，祖籍福州闽侯，生于北京，中国建筑教育家、建筑与室内设计学家，清华大学建筑学院教授，第三、四、五届全国人大代表。